# خانه شکرچیان
خانه شکرچیان مربوط به دوره پهلوی دوم است و در آبادان، خیابان امیری، پشت ساختمان هتل جم واقع شده و این اثر در تاریخ ۱۲ بهمن ۱۳۸۱ با شمارهٔ ثبت ۷۲۴۹ به‌عنوان یکی از آثار ملی ایران به ثبت رسیده است.